# Richard Parke
Richard Averill "Dick" Parke, född 13 december 1893, död 23 augusti 1950, var en amerikansk bobåkare.
Parke blev olympisk guldmedaljör i femmansbob vid vinterspelen 1928 i Sankt Moritz.